# ANF Les Mureaux
La Atelier du Nord de la France Les Mureaux, normalmente citata come ANF Les Mureaux, era una azienda aeronautica francese attiva tra i primi anni venti ed i tardi anni trenta nella manutenzione e produzione di velivoli destinati al mercato civile e militare.
Concluse la sua attività a seguito della nazionalizzazione della aziende francesi ad indirizzo bellico, integrata nella Société nationale de constructions aéronautiques du Nord (SNCAN).

## Storia
L'originale azienda venne fondata, su iniziativa dei fratelli Pélabon, nel 1921 con la ragione sociale Pélabon-Les Mureaux, al fine di creare un'azienda in grado di gestire la rimotorizzazione di velivoli commerciali. Nata dall'esigenza di sostituire gli originali motori del Vickers Vimy Commercial che operava nella Compagnie des Grands Express Aériens, compagnia aerea di loro proprietà, con una coppia di Lorraine 12Da da 370 CV, negli anni successivi si occupò della conversione dei Breguet Bre 14 destinati al mercato dell'aviazione civile.
Nel 1929 acquisisce la Société de construction aéronautiques et navales Marcel Besson, azienda attiva nella produzione di idrovolanti e avvia, con la collaborazione del progettista André Brunet, lo sviluppo di un nuovo modello caratterizzato dalla costruzione interamente metallica e configurazione alare monoplana ad ala alta a parasole.
Il primo successo commerciale arrivò nei primi anni trenta con la realizzazione dell'ANF Les Mureaux 110 e dei velivoli da esso derivati, dei monomotori biposto da ricognizione ed osservazione prodotti su commissione dell'Armée de l'air, l'aeronautica militare francese.
Nel 1930, la Ateliers des Mureaux si fuse con la Ateliers de Construction du Nord de la France, azienda fino ad allora attiva nella produzione di materiale ferroviario. La nuova società, che assunse la ragione sociale Ateliers de Construction du Nord de la France et des Mureaux continuò la sua attività in campo aeronautico fino al 1937, anno in cui su iniziativa del governo francese le aziende aeronautiche ad indirizzo bellico vennero nazionalizzate e smembrate in consorzi. Da quel momento, assieme alla Potez di Méaulte,  Chantiers Aéro-Maritimes de la Seine (CAMS) di Sartrouville, Amiot di Caudebec-en-Caux e Bréguet di Havre,  gli stabilimenti divennero parte della Société nationale de constructions aéronautiques du Nord (SNCAN).

## Produzione
| Modello                       | Anno | Ruolo                           | Esemplari | Note                                               |
| ANF Express Les Mureaux       | 1921 | aereo di linea                  | 1         | Rimotorizzazione del Vickers Vimy Commercial nr.42 |
| ANF Les Mureaux Express-Marin | 1924 | aereo da caccia                 | 1         | prototipo                                          |
| ANF Les Mureaux 3             | 1927 | aereo da caccia                 | 1         | prototipo                                          |
| ANF Les Mureaux 4             | 1928 | aereo da caccia                 | 1         | prototipo                                          |
| ANF Les Mureaux 10            | 1928 | aereo di linea                  | 1         | Rimotorizzazione del Express Les Mureaux           |
| ANF Les Mureaux 110           | 1931 | aereo da ricognizione           | 1         |                                                    |
| ANF Les Mureaux 111           | 1931 | aereo da ricognizione           | 1         |                                                    |
| ANF Les Mureaux 112           | 1931 | aereo da ricognizione           | 4         | 2 + un 110 rimotorizzato + un 112 GR da primato    |
| ANF Les Mureaux 113           | 1933 | aereo da ricognizione           | 49        |                                                    |
| ANF Les Mureaux 114           | 1933 | caccia notturno                 | 2         |                                                    |
| ANF Les Mureaux 115           | 1935 | ricognitore-bombardiere leggero | 119       |                                                    |
| ANF Les Mureaux 117           | 1933 | ricognitore-bombardiere leggero | 115       |                                                    |
| ANF Les Mureaux 119           | 1935 | aereo da primato                | 1         | un 113 modificato                                  |
| ANF Les Mureaux 120           | 1931 | aereo da ricognizione           | 1         |                                                    |
| ANF Les Mureaux 121           | 1932 | aereo da ricognizione           | 1         |                                                    |
| ANF Les Mureaux 130           | 1930 | aereo da ricognizione           | 1         |                                                    |
| ANF Les Mureaux 131           | 1930 | aereo da ricognizione           | 1         |                                                    |
| ANF Les Mureaux 140           | 1932 | aereo da trasporto              | 1         |                                                    |
| ANF Les Mureaux 160           | 1932 | aereo da turismo                | 1         |                                                    |
| ANF Les Mureaux 170           | 1932 | aereo da caccia                 | 1         | prototipo                                          |
| ANF Les Mureaux 180           | 1935 | aereo da caccia                 | 1         | prototipo derivato dal 170                         |
| ANF Les Mureaux 190           | 1936 | aereo da caccia                 | 1         | prototipo                                          |
| ANF Les Mureaux 200           | 1936 | aereo da ricognizione           | 1         | prototipo derivato dal 115                         |